# João Guimarães Rosa
João Guimarães Rosa (Cordisburgo, 27 de junio de 1908 - Río de Janeiro, 19 de noviembre de 1967) fue un médico, escritor y diplomático brasileño, autor de novelas y relatos breves en que el sertón (sertão) es el marco de la acción. Fue miembro de la Academia Brasileña de Letras, y su obra más influyente es Gran Sertón: Veredas (Grande Sertão: Veredas, 1956).

## Biografía
Guimarães Rosa nació en Cordisburgo, en el estado brasileño de Minas Gerais, el 27 de junio de 1908, primero de los seis hijos de Florduardo Pinto Rosa (llamado por él Fulô) y de Francisca Guimarães Rosa (apodada Chiquitinha).
Autodidacta, de niño estudió varios idiomas, empezando por el francés, cuando todavía no había cumplido los siete años. Llegó a ser un políglota casi inverosímil, como puede comprobarse en estas declaraciones suyas en una entrevista:

Hablo portugués, alemán, francés, inglés, español, italiano, esperanto, un poco de ruso; leo sueco, holandés, latín y griego (pero con el diccionario a mano); entiendo algunos dialectos alemanes; estudié la gramática del húngaro, del árabe, del sánscrito, del lituano, del polaco, del tupi, del hebreo, del japonés, del checo, del finlandés, del danés; curioseé algunas otras. Pero todas mal. Y pienso que estudiar el espíritu y el mecanismo de otras lenguas ayuda mucho a una comprensión más profunda del propio idioma. Principalmente, sin embargo, estudiando por diversión, gusto y recreación.

Todavía niño se trasladó a casa de sus abuelos en Belo Horizonte, donde finalizó la enseñanza primaria. Inició los estudios secundarios en el Colégio Santo Antônio, en São João del Rei, pero luego regresó a Belo Horizonte donde completó su educación. En 1925 se matriculó en la Facultad de Medicina de la Universidad de Minas Gerais, con apenas dieciséis años.
El 27 de junio de 1930 contrajo matrimonio con Lígia Cabral Penna, muchacha de apenas dieciséis años con la que tuvo dos hijas: Vilma y Agnes. Poco antes de su boda había completado sus estudios y comenzado a ejercer la profesión en Itaguara, entonces en el municipio de Itaúna (Minas Gerais), donde permaneció cerca de dos años. Es en esta localidad donde tiene contacto por primera vez con el mundo del sertón, que sirve de referencia e inspiración a su obra.
Al volver de Itaguara, Guimarães Rosa sirvió como médico voluntario de la Fuerza Pública, en la Revolución Constitucionalista de 1932, y fue destinado al sector del Túnel en Passa-Quatro (Minas Gerais) donde conoció al futuro presidente de Brasil Juscelino Kubitschek, por entonces médico jefe del Hospital de Sangre. En 1933 se trasladó a Barbacena en calidad de oficial médico del noveno batallón de infantería. Tras aprobar el examen para Itamaraty, el ministerio de relaciones exteriores brasileño, pasó algunos años de su vida como diplomático en Europa y América Latina.
Fue elegido por unanimidad miembro de la Academia Brasileña de Letras en 1963, en su segunda candidatura. No tomó posesión hasta 1967, y falleció tres días más tarde, el 19 de noviembre, en la ciudad de Río de Janeiro. Si bien el certificado de defunción atribuyó su fallecimiento a un infarto, su muerte continúa siendo un misterio inexplicable, sobre todo por estar previamente anunciada en Gran Sertón: Veredas, novela calificada por el autor de "autobiografía irracional".

## Obra
- 1929 - Caçador de camurças, Chronos Kai Anagke, O mistério de Highmore Hall y Makiné

- 1936 - Magma

- 1946 - Sagarana

- 1947 - Com o Vaqueiro Mariano

- 1956 - Corpo de Baile (2 vol)

- 1956 - Gran Sertón: Veredas (Grande Sertão: Veredas)

- 1962 - Primeiras Estórias

- 1967 - Tutaméia – Terceiras Estórias

- 1968 - Em Memória de João Guimarães Rosa (póstumo)

- 1969/70 - Estas Estórias y Ave, Palavra (póstumos)

### Traducciones al español
- Gran Sertón: Veredas. Traducción de Ángel Crespo. Barcelona, Seix Barral, 1967 (Alianza Editorial, 1999).

- Menudencia (Tutaméia). Traducción de Santiago Kovadloff. Buenos Aires, Calicanto, 1979.

- Manolón y Miguelín Traducción de Pilar Gómez Bedate. Madrid Alfaguara, 1981.

- Urubuquaquá (cuerpo de baile). Traducción de Estela dos Santos. Barcelona, Seix Barral, 1982.

- Noches del Sertón (Cuerpo de baile). Traducción de Estela dos Santos. Barcelona, Seix Barral, 1982.

- Primeras historias. Traducción de Virginia Fagnani Wey. Barcelona, Seix Barral, 1982.

- Campo General y otros Relatos. Traducción de Valquiria Wey Fagnani. México, Fondo de Cultura Económica, 2001.

- Sagarana. Traducción de Adriana Toledo de Almeida. Buenos Aires, Adriana Hidalgo Editora, 2006.

- La oportunidad de Augusto Matraga. Traducción de Juan Carlos Ghiano y Néstor Krayy. Buenos Aires, Galerna, 1970.